# Bubalus bubalis
Buffle domestique
Espèce
Statut de conservation UICN

 EN A2cde+3cde+4cde; C1 : En danger
Statut CITES
Le Buffle domestique (Bubalus bubalis) est une espèce de bovins de grande taille, rattachée au milieu aquatique, espèce type du genre Bubalus, qui comprend plusieurs autres espèces endémiques d'Asie tropicale. On distingue habituellement deux sous-espèces de buffles : le Buffle des marais (B. b. bubalis) et le Buffle des rivières (B. b. kerabau). Du fait de ses caractéristiques, il est largement utilisé en Asie pour les travaux agricoles dans les rizières. Son homologue sauvage porte le nom scientifique Bubalus arnee.

## Appellation
Il est connu en français sous les noms de buffle d'Asie, de bufflonne pour la femelle et de bufflon pour le petit. En d'autres langues, et selon les races et les pays, il a plusieurs noms : arni, karbau, kerabaü…
L'appellation « buffle d'eau » que l'on rencontre parfois pour cette espèce qui affectionne les milieux humides, est la traduction littérale de l'anglais water buffalo et c'est un pléonasme en français, mais pas en anglais, où elle sert à distinguer le buffle du bison et du Buffle d'Afrique, également appelés buffalo. Il n'existe pas de « buffle de terre » en français, à moins d'appeler ainsi l'espèce sauvage africaine Syncerus sp., qui forme un autre genre à la morphologie différente.

## Description

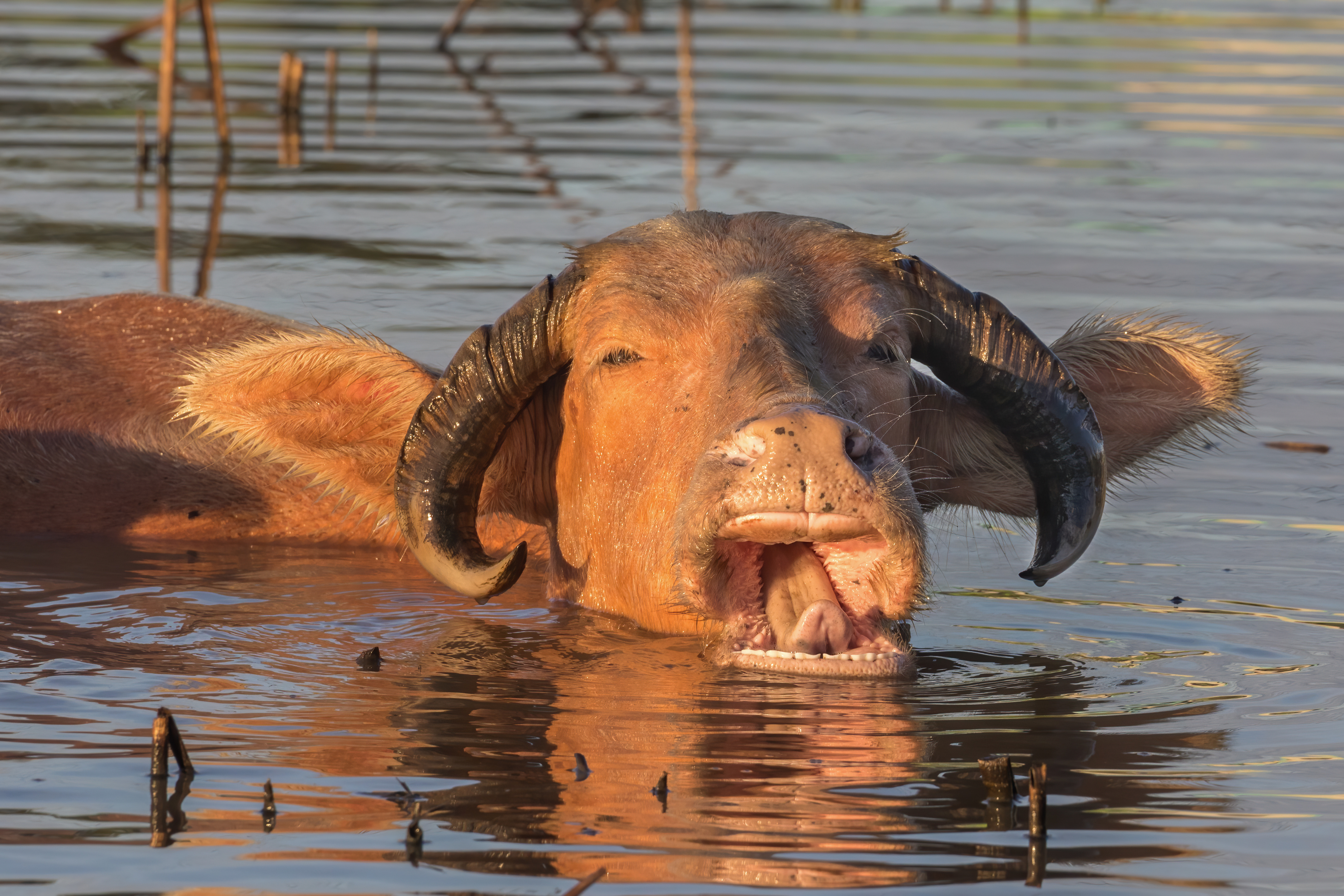
Bubalus bubalis se baignant la gueule ouverte dans une mare de Don Det, Si Phan Don, Laos. Ces buffles se rafraîchissent souvent dans l'eau ou dans la boue quand il fait chaud. Novembre 2021.

Le buffle d'Asie est le second plus grand bœuf sauvage après le gaur : il mesure jusqu'à 3 m de long, a une hauteur au garrot de 1,3 à 1,7 m et pèse de 700 à 1 200 kg. Il possède les plus grandes cornes chez les ruminants : elles peuvent atteindre deux mètres d'envergure. Sa robe est gris cendré, son museau est allongé et ses oreilles étroites. Ses grands sabots évasés lui permettent de marcher dans les terrains marécageux et de nager dans les rivières qu'il affectionne, et dont la boue le protège des piqûres d'insectes.
Les buffles vivent principalement dans les marais, la jungle et la savane arborée du sud et du sud-est asiatique. Les buffles préfèrent les eaux profondes, ils peuvent nager et retenir leur souffle en plongeant jusqu'à 5 minutes pour échapper à la prédation (tigre, ours noir d'Asie en Asie, jaguars en Amérique du Sud [réf. nécessaire] et surtout la chasse humaine partout). Les buffles des marais préfèrent se vautrer dans des trous de boue qu'ils creusent avec leurs cornes, une épaisse couche de boue les protège des agressions des insectes et participe à la thermorégulation. Les différentes espèces sont bien adaptés à un climat chaud et humide avec des températures allant de 0 en hiver à 30°C et plus en été. La disponibilité de l'eau est importante dans les climats chauds, car ils ont besoin de mares, de rivières ou de boue pour aider à la thermorégulation. Certaines races de buffles d’eau sont adaptées aux rivages côtiers salins et aux terrains salins et sableux. En général, les buffles sauvages vivent en troupeaux d'une trentaine d'individus qui se nourrissent principalement d'herbes, de plantes aquatiques voire de fruits et de feuilles d'arbres. Les principaux prédateurs du buffle sauvage sont le tigre, l'ours noir d'asie, l'Homme, et le crocodile pour les bufflons.
Les buffles peuvent se nourrir de nombreuses plantes aquatiques. Pendant les inondations, ils broutent en nageant. Les buffles d'eau peuvent aider à contrôler ces plantes envahissantes en broutant des roseaux, Arundo donax, une sorte de Cyperaceae, et Eichhornia crassipes qui constituent un problème majeur dans certaines vallées tropicales. 
Les fourrages verts sont largement utilisés pour la production laitière intensive et pour l'engraissement. De nombreuses cultures fourragères sont conservées sous forme de foin, de paille ou de pulpe. Les fourrages comprennent la luzerne, les feuilles, les tiges ou les parures de banane, de manioc, de betterave fourragère, de Leucaena leucocephala et de kénaf, de maïs, d'avoine, de pandanus, d'arachide, de sorgho, de soja, de canne à sucre, de bagasse et de navet, de pulpe d'agrumes et de déchets d'ananas... En Égypte, des dattes entières séchées au soleil constituent pour les bufflonnes laitières jusqu'à 25 % du mélange alimentaire standard.

## Élevage
À l'état sauvage, le buffle d'Asie est une espèce en danger, dont l'habitat typique est les marais d'Asie du Sud et du Sud-Est. Sous sa forme domestiquée, c'est un animal courant en Chine, dans le sous-continent indien et en Asie du Sud-Est, particulièrement apprécié pour son lait et en tant qu'animal de bât et de labour. Cependant, les buffles domestiques disparaissent peu à peu des rizières, victimes de la mécanisation de l'agriculture. En Thaïlande, par exemple, au début des années 1970, on comptait entre 6 et 6,8 millions de buffles ; au cours des années 1990, le cheptel a connu une baisse de près de 14 %, et il ne restait en 2000 que 1,7 million de buffles ; et en 2011, la population de buffles était estimée à 1,23 million de têtes ; la population de buffles a chuté de 26 à 40 % en dix ans, de 1998 à 2008 ; le vice-ministre de l’Agriculture Thaïlandais, Arkhom Engchuan, mentionne aussi comme cause de ce déclin la consommation de viande de buffle, moins chère que la viande de bœuf.
La buffle est aussi élevé en Europe. En Roumanie et en Italie, les bufflonnes sont élevées pour leur lait, notamment en Campanie, pour la production de la mozzarella. Des fouilles archéologiques attestent la présence du buffle domestique en Europe et Asie de l'Ouest dès l'époque archaïque, à l'aube de l'Antiquité, tant dans les Balkans, en Anatolie, Syrie, Mésopotamie et Perse qu'en Italie.

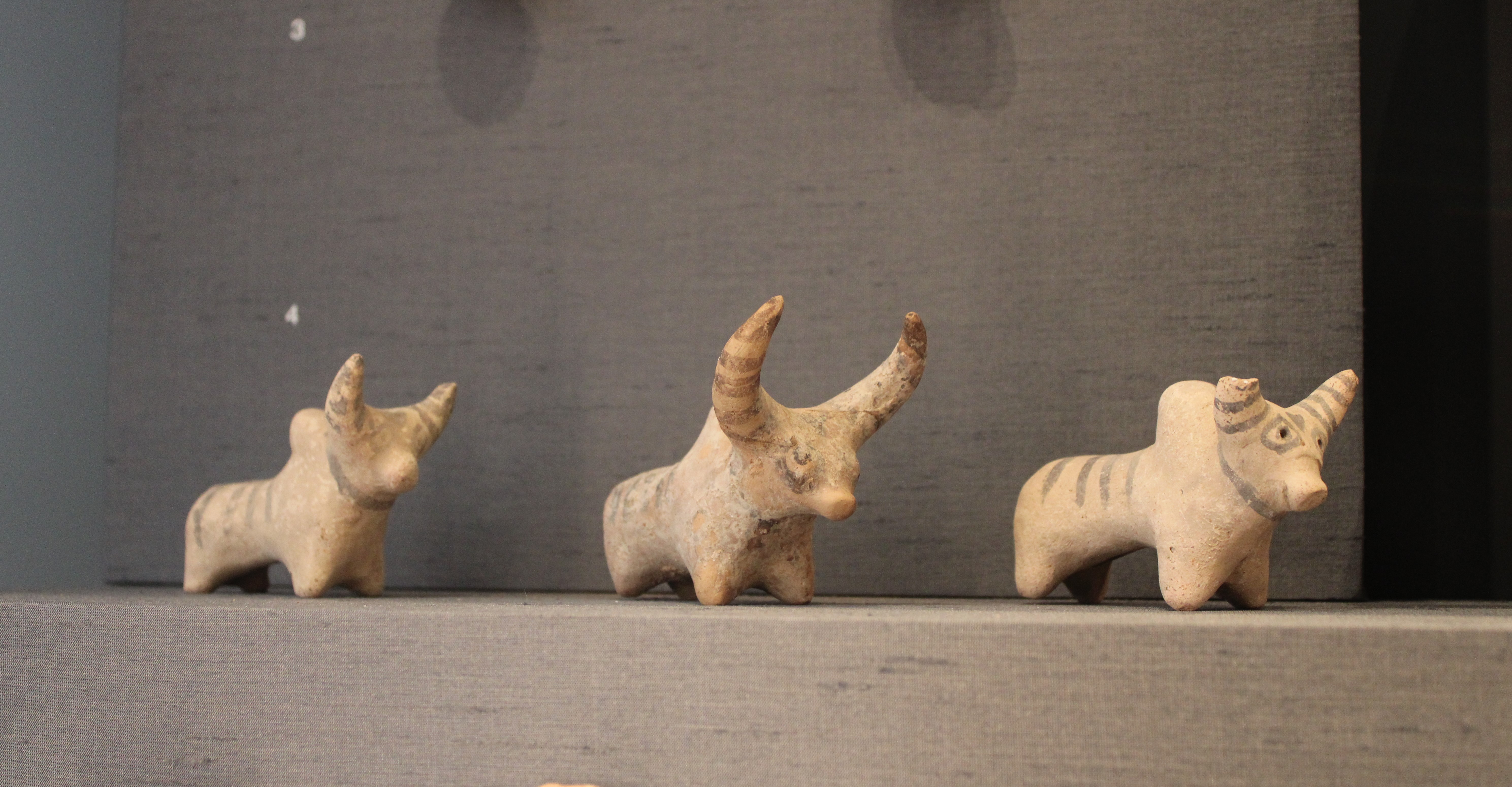
Buffles en terre cuite, IIIe millénaire av. J.-C., Baloutchistan (British Museum).
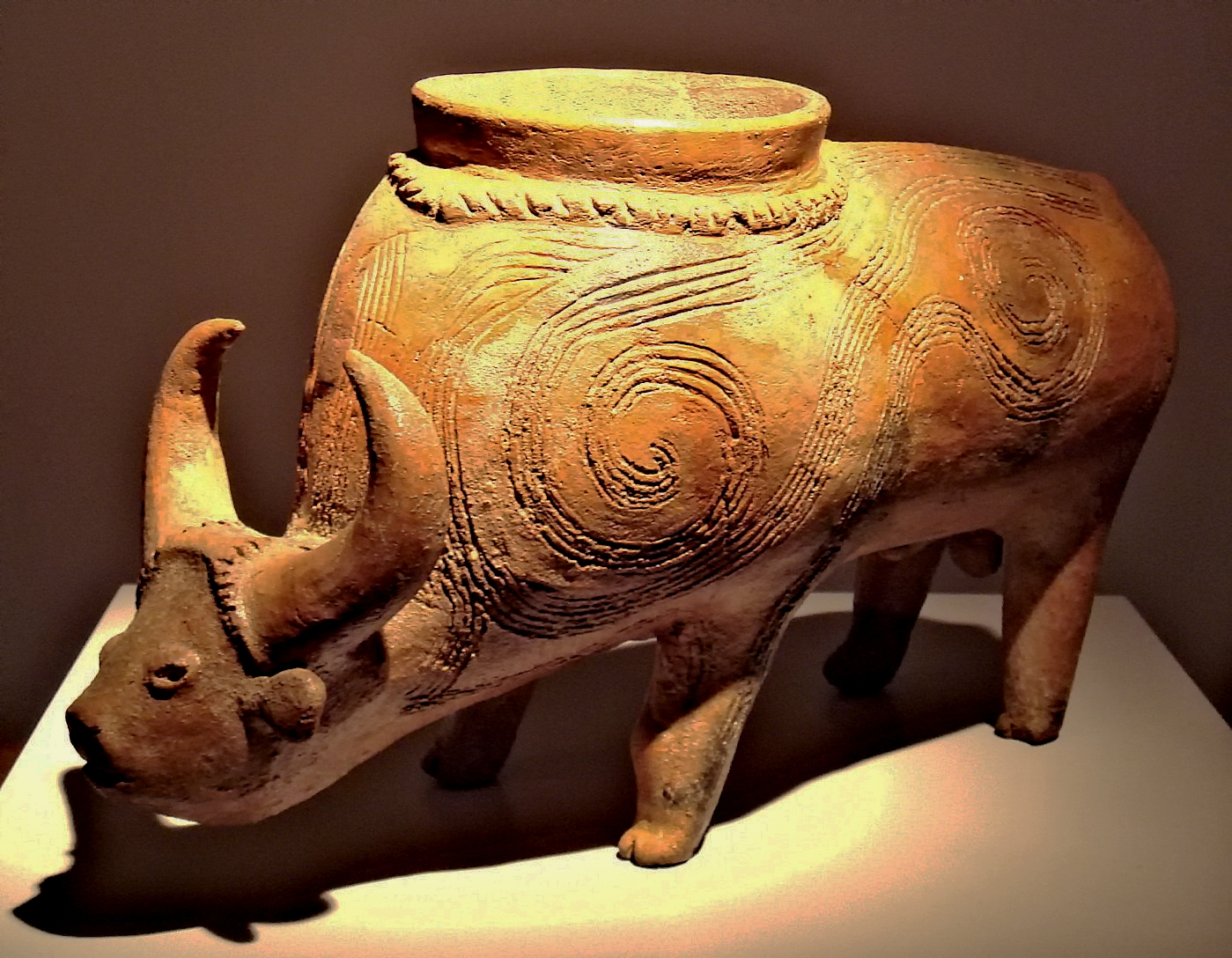
Buffle en terre cuite, 2300 avant notre ère à Lopburi (Thaïlande).
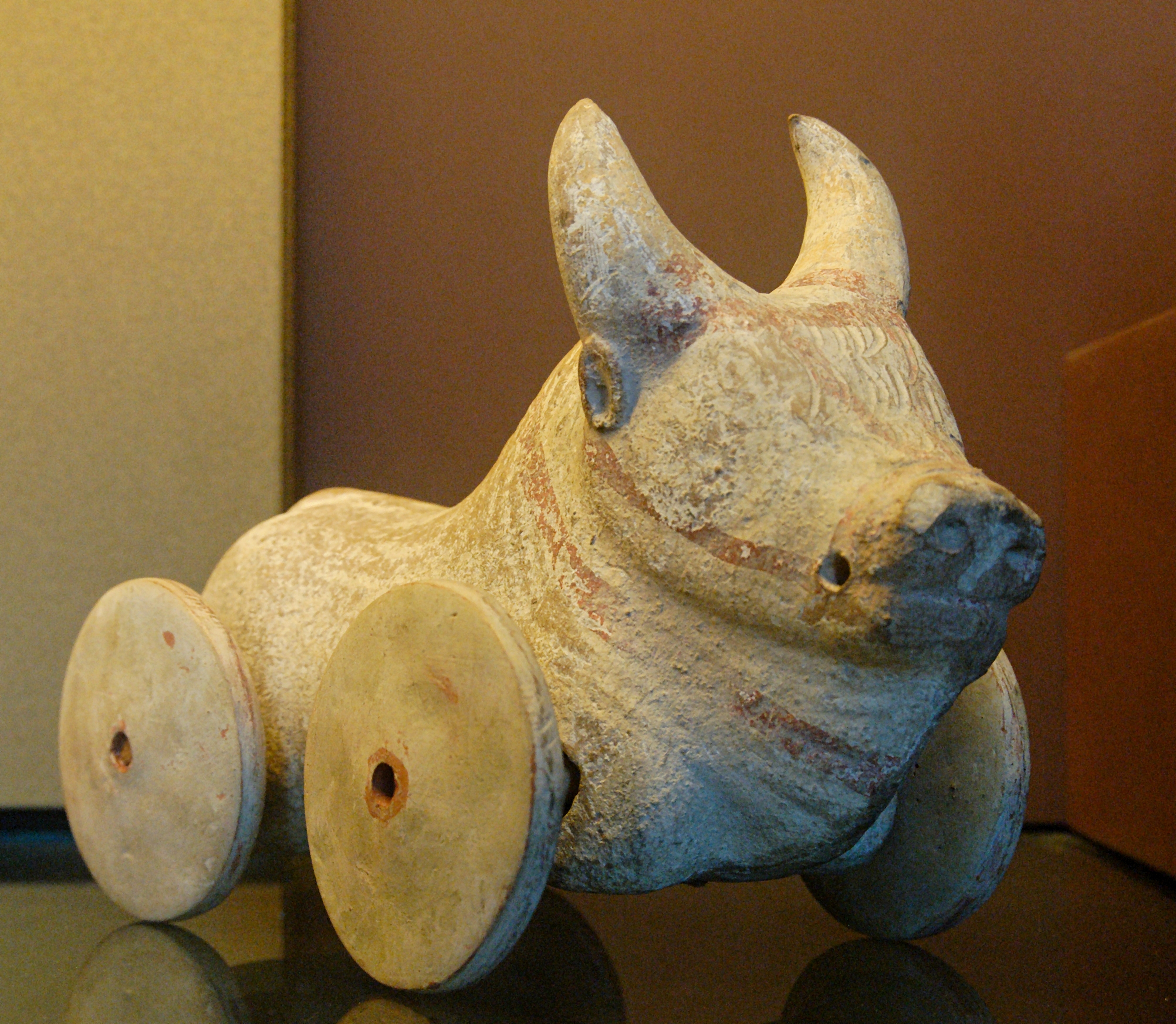
Buffle à roulettes, jouet d'enfant. Terre cuite, Grande Grèce (Italie du Sud), époque archaïque.
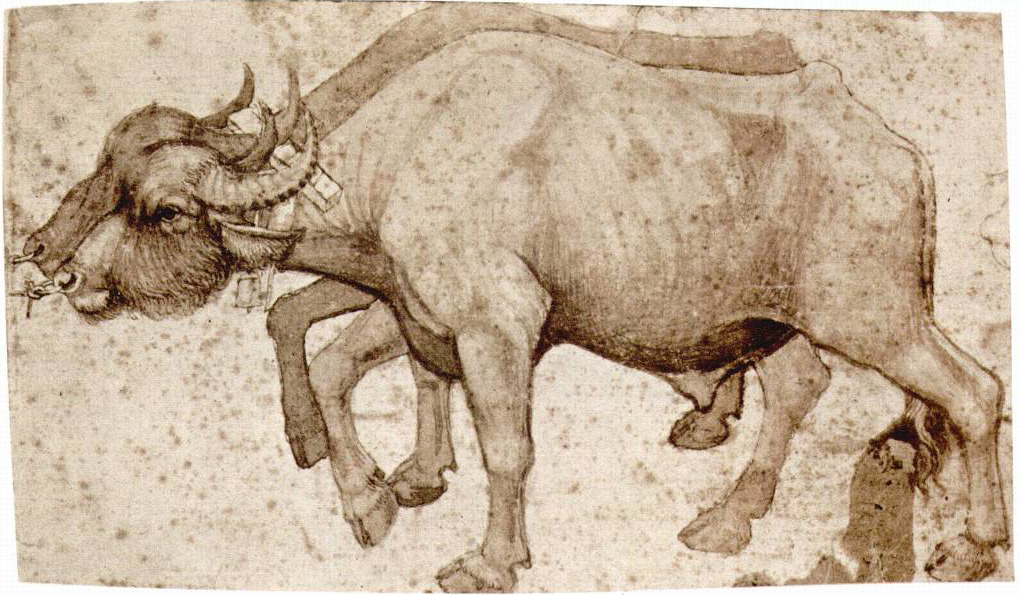
Buffles, par Pisanello (vers 1420-1440).
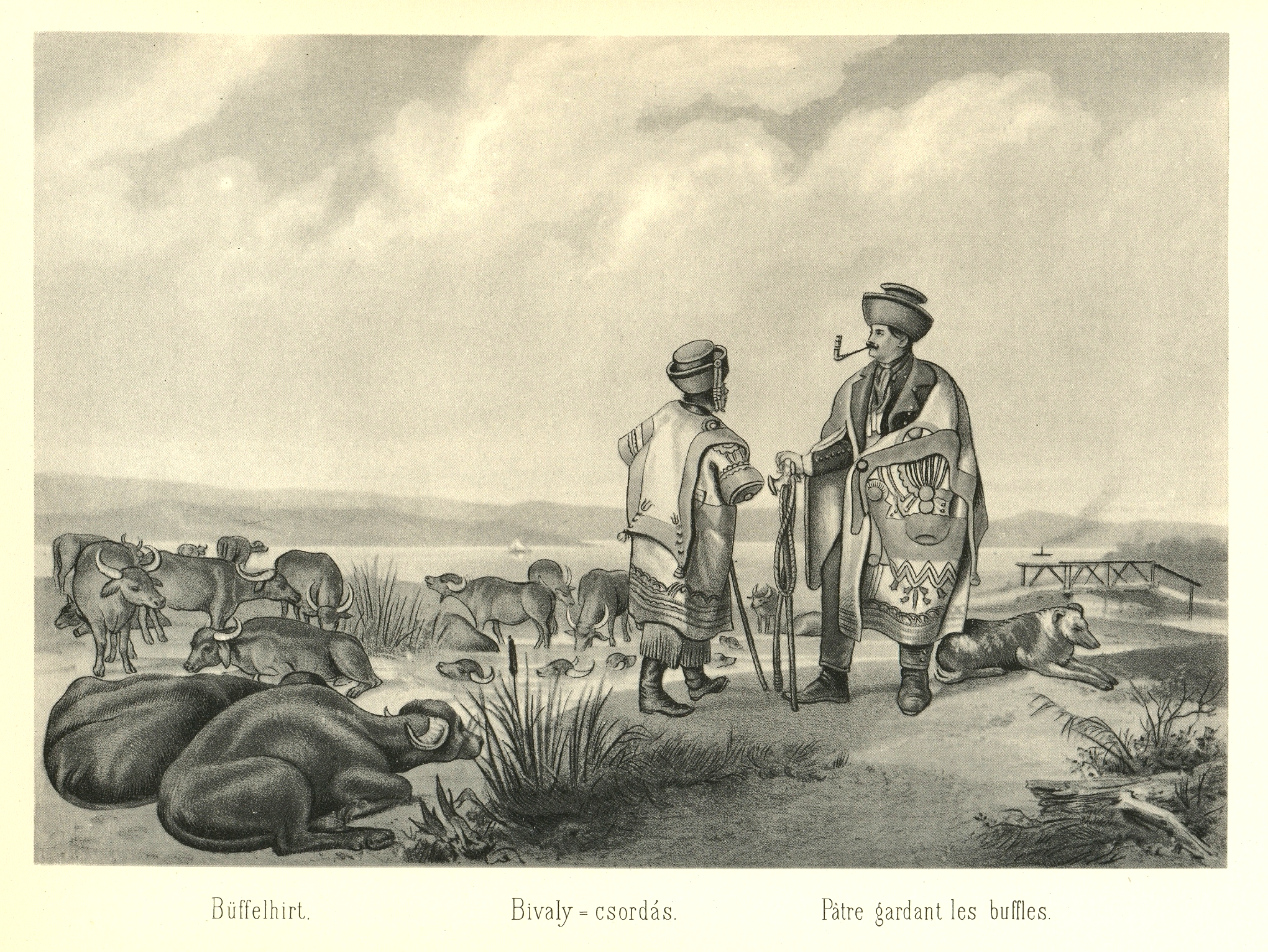
Csordás (« bouviers ») en Hongrie au XIXe siècle.

## Races
Comme chez le bœuf domestique, il existe plusieurs races, dont certaines ont été exportées loin de leurs terres d'origine. Ainsi, aujourd'hui, le buffle est élevé en Italie méridionale, en Tunisie, dans l'île de Stronsay de l'archipel britannique des Orcades, mais aussi au Brésil, où il a été introduit sur l'île de Marajó, et dans le nord de l'Australie, où des bêtes échappées des élevages ont eu tendance à proliférer et sont devenues du gibier.

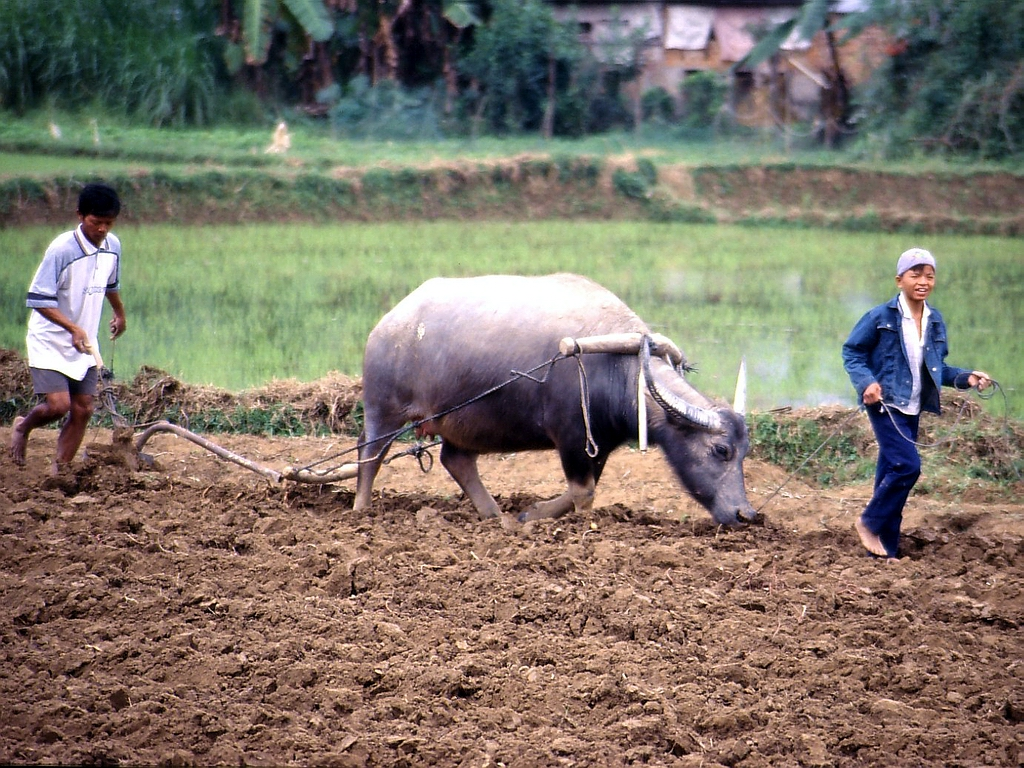
Bufflonne tirant un araire, culture du riz paddy (Vietnam, 2005).
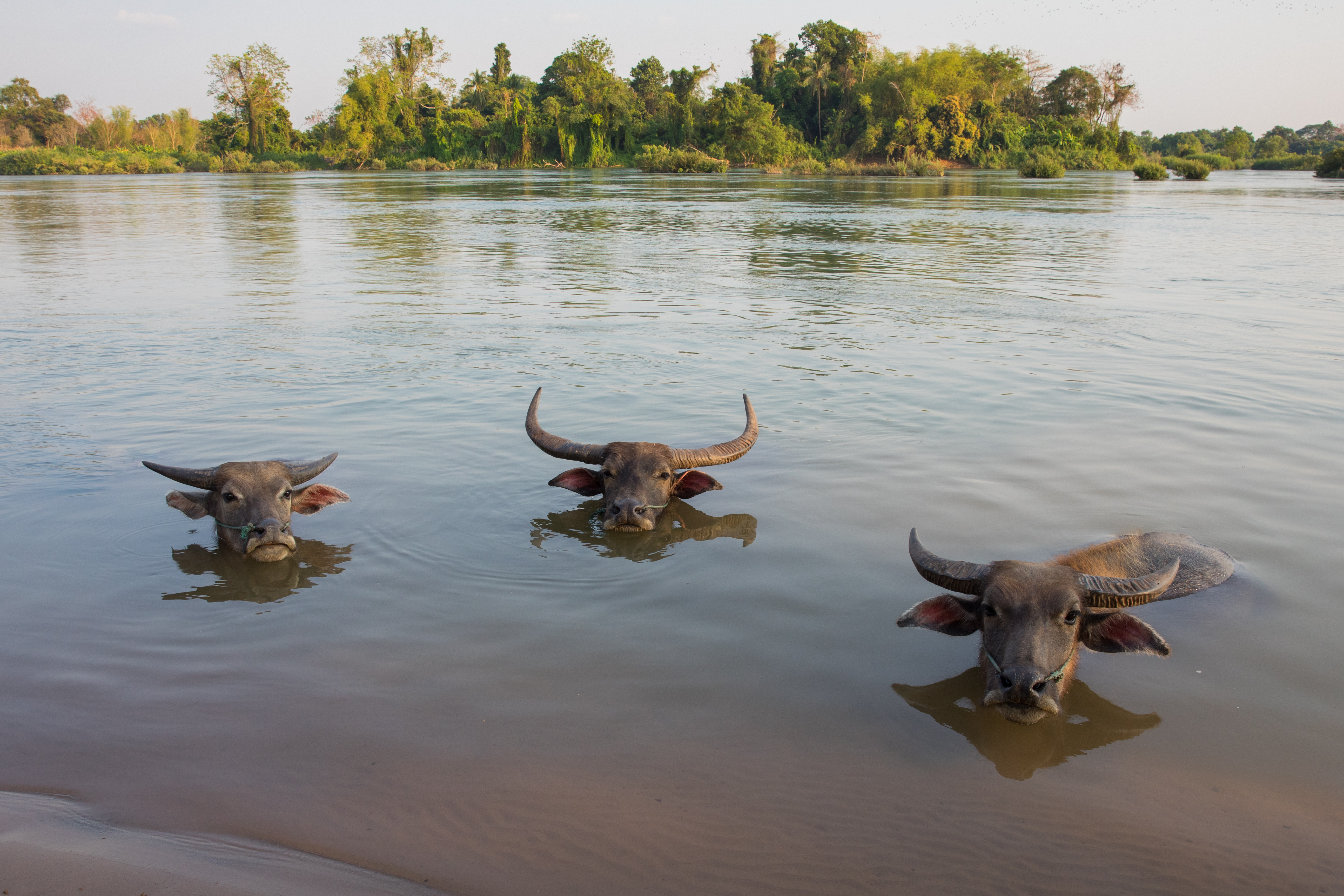
Trois buffles d'Asie (Bubalus bubalis) dans le Mékong à Don An (Si Phan Don, Laos, novembre 2021). Ces animaux de labour ont une corde insérée dans la cloison nasale pour faciliter leur maîtrise, bien qu'ici ils ne soient pas attachés. Libres de circuler partout sur l'île, ils traversent parfois le fleuve.
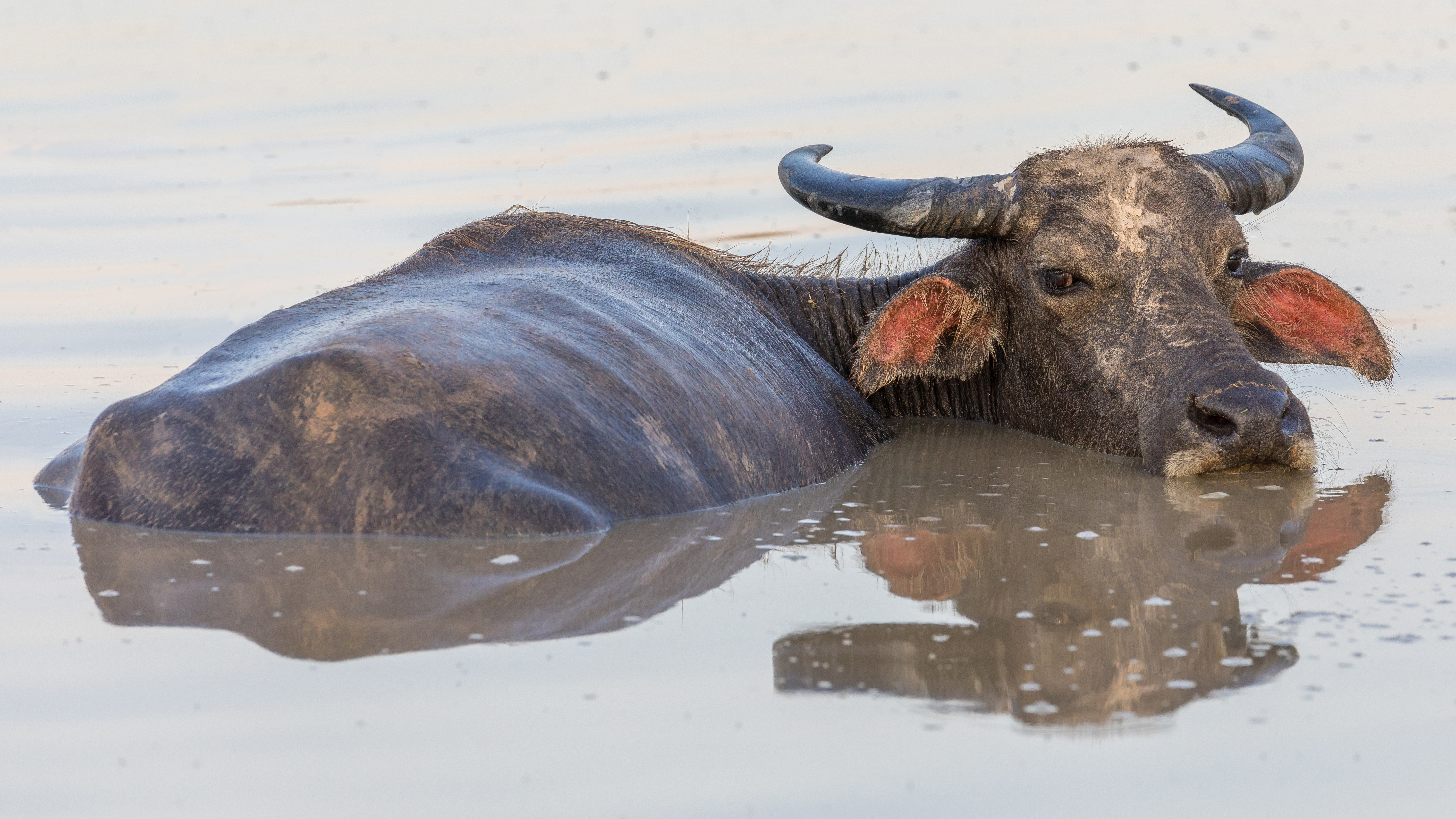
Buffle d'Asie de l'île de Don Det (Si Phan Don, Laos).
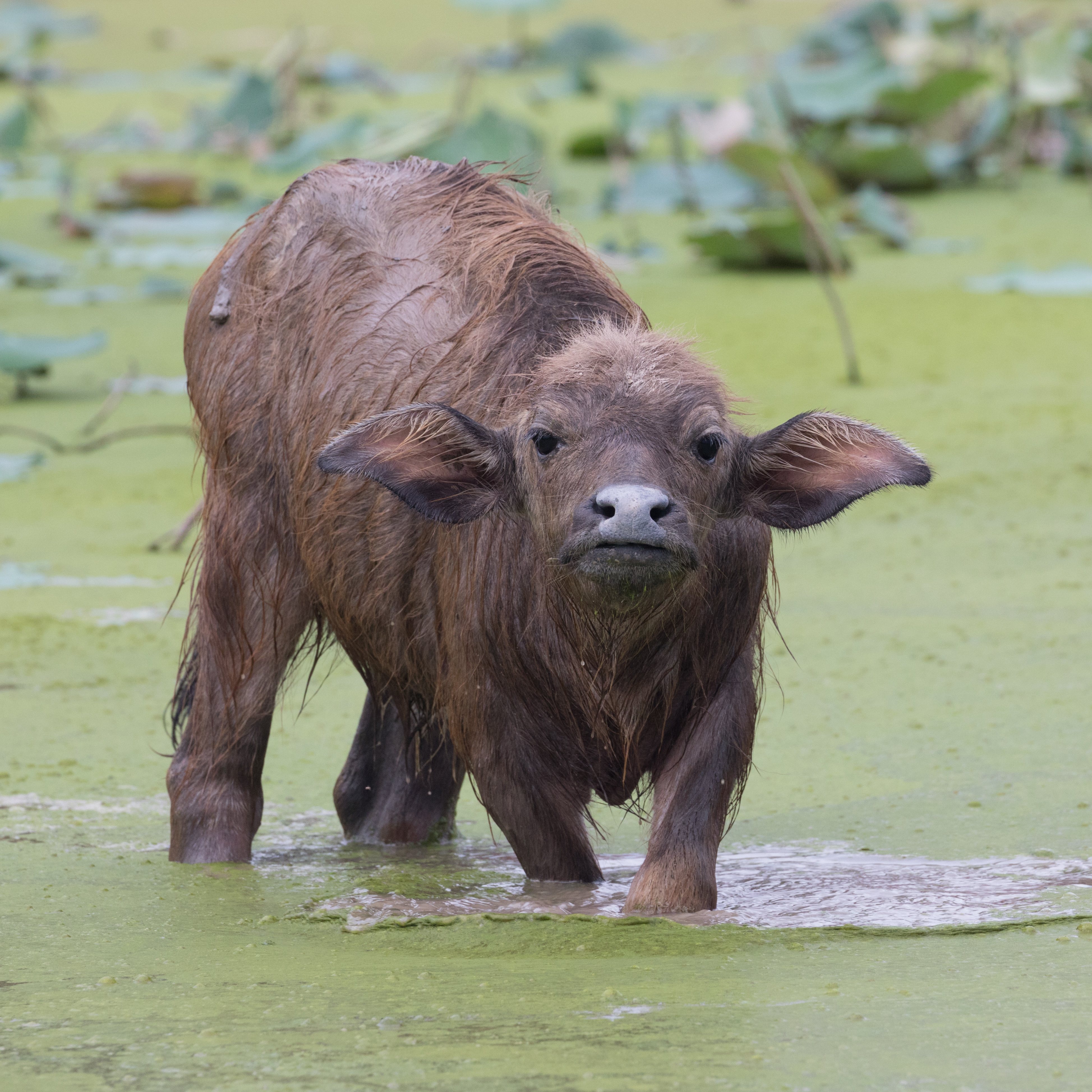
Bufflon d'Asie à Don Det.
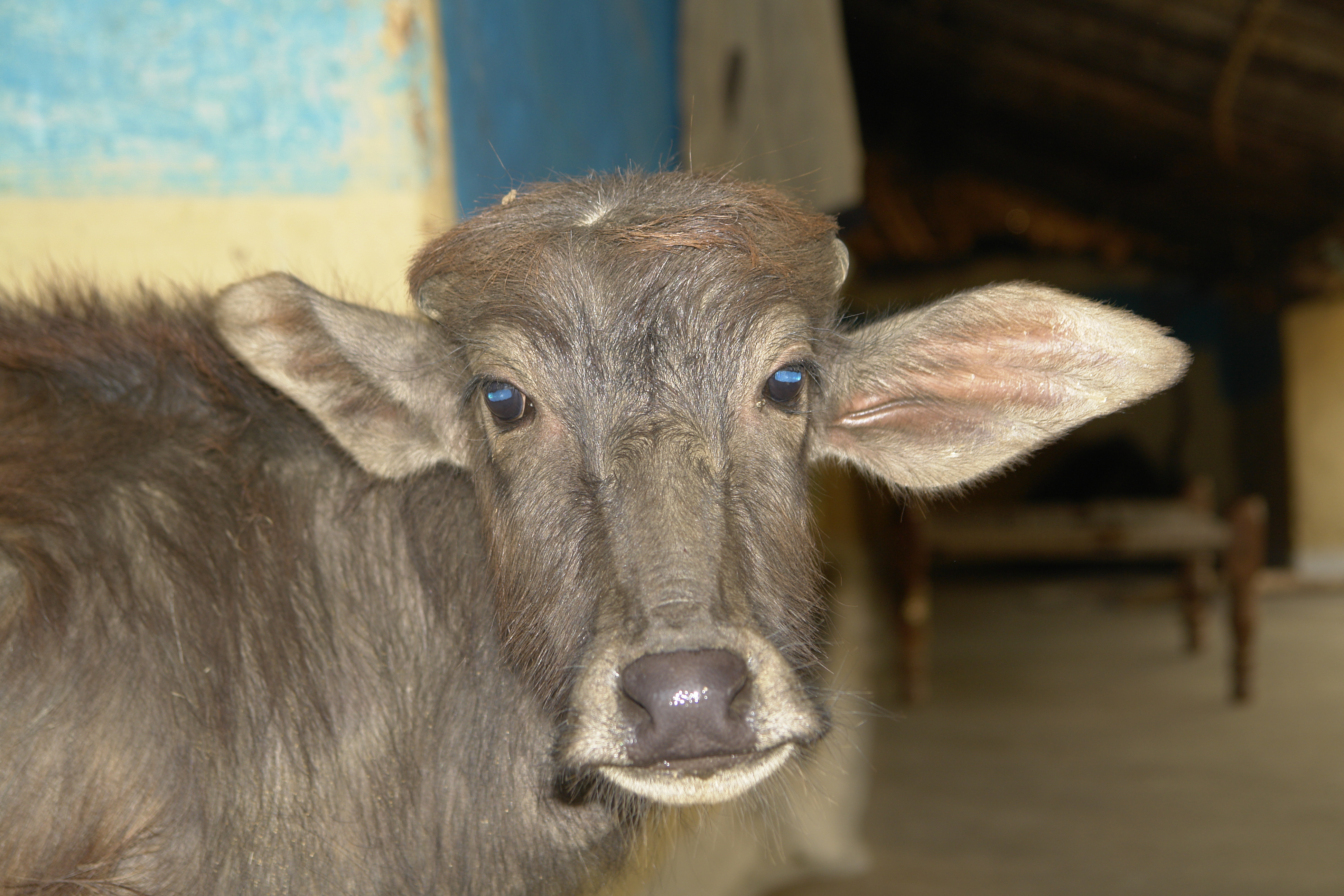
Bufflon domestique en Inde.
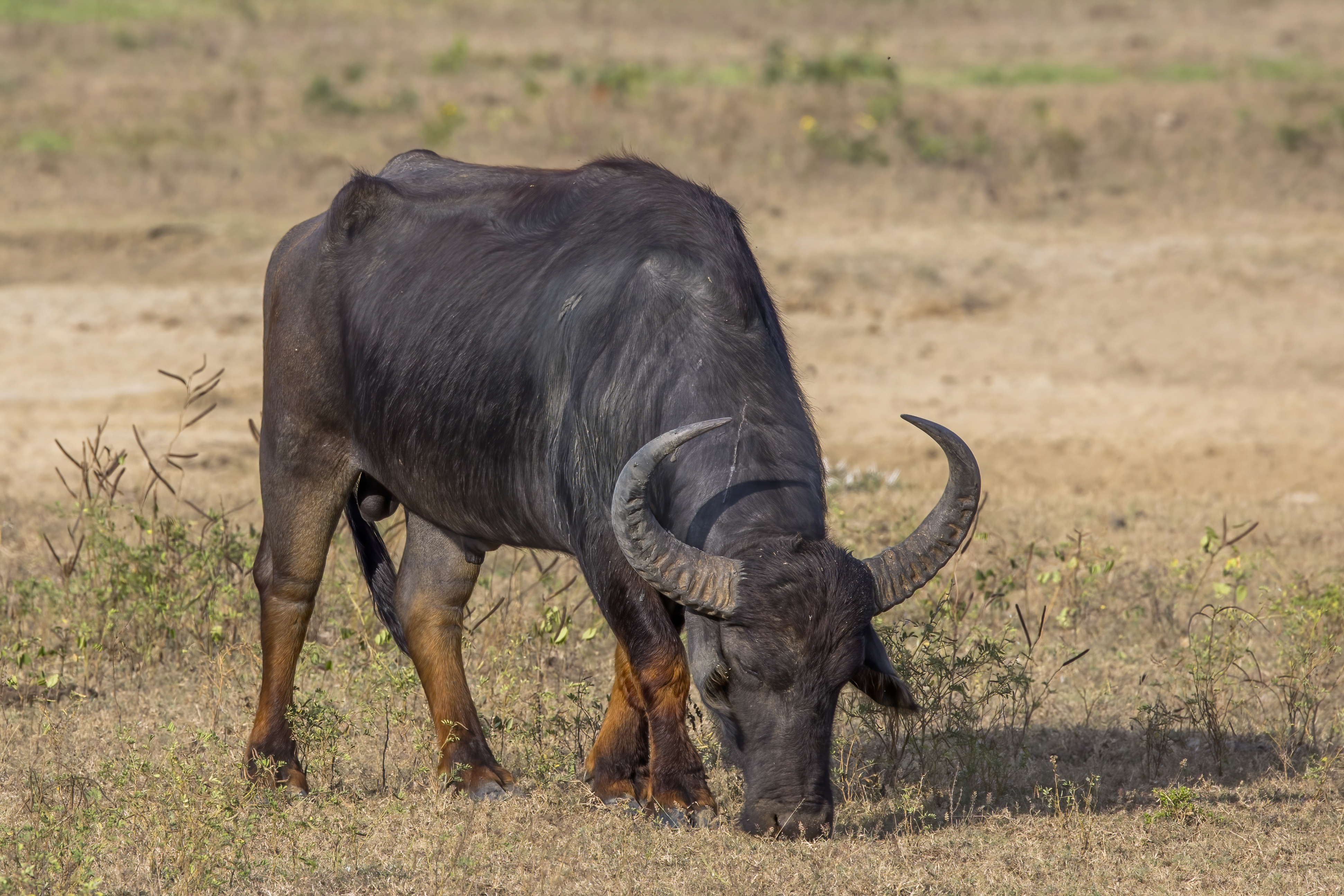
Buffle réensauvagé dans le parc national de Yala, au Sri Lanka.
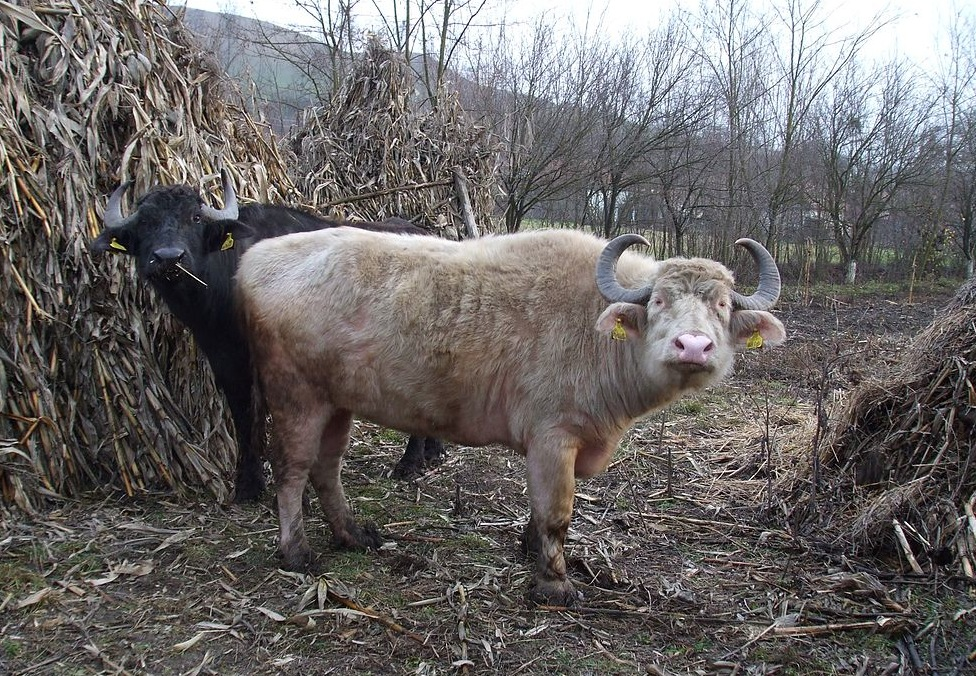
Buffles domestiques en Roumanie.
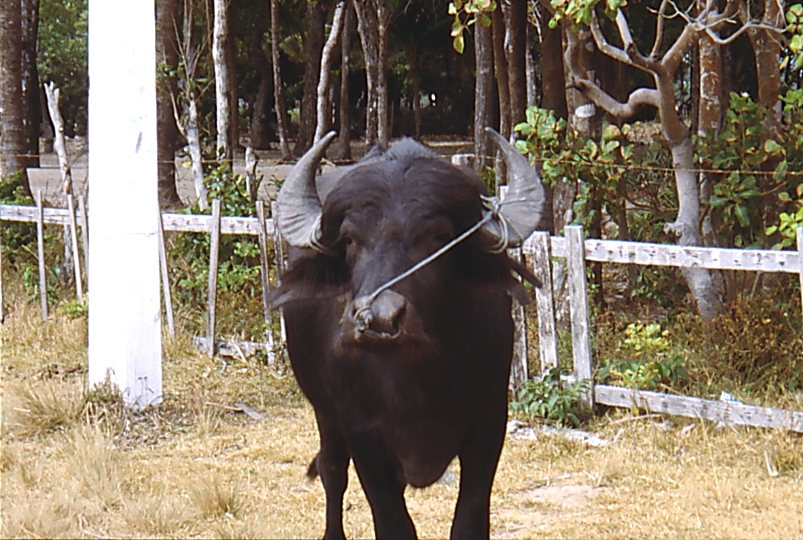
Buffle domestique de l'île de Marajó, Brésil.
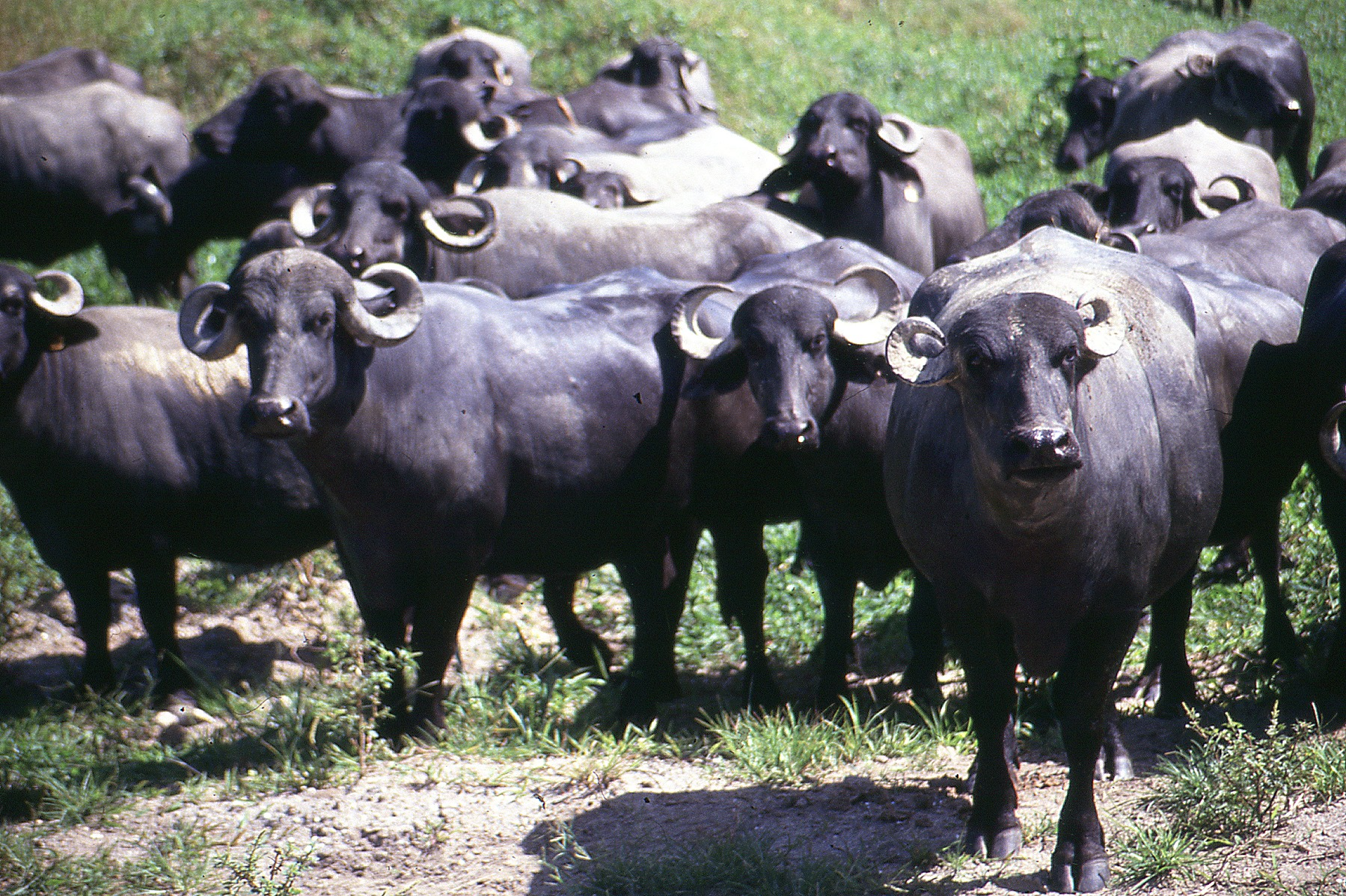
Troupeau de buffles réensauvagés de l'île de Marajó.

Dans le Midi de la France, quelques fermes en élèvent pour la viande et le lait, tandis que dans les Hauts-de-France, un troupeau est utilisé pour gérer le marais de Sacy. Des populations libres ont été introduites aux Pays-Bas, dans le polder d'Overdiepse et dans le delta du Danube. L'espèce est en effet un bon candidat pour les projets de réensauvagement qui visent à restaurer la mégafaune herbivore européenne.

## Le Buffle sauvage (Bubalus arnee)

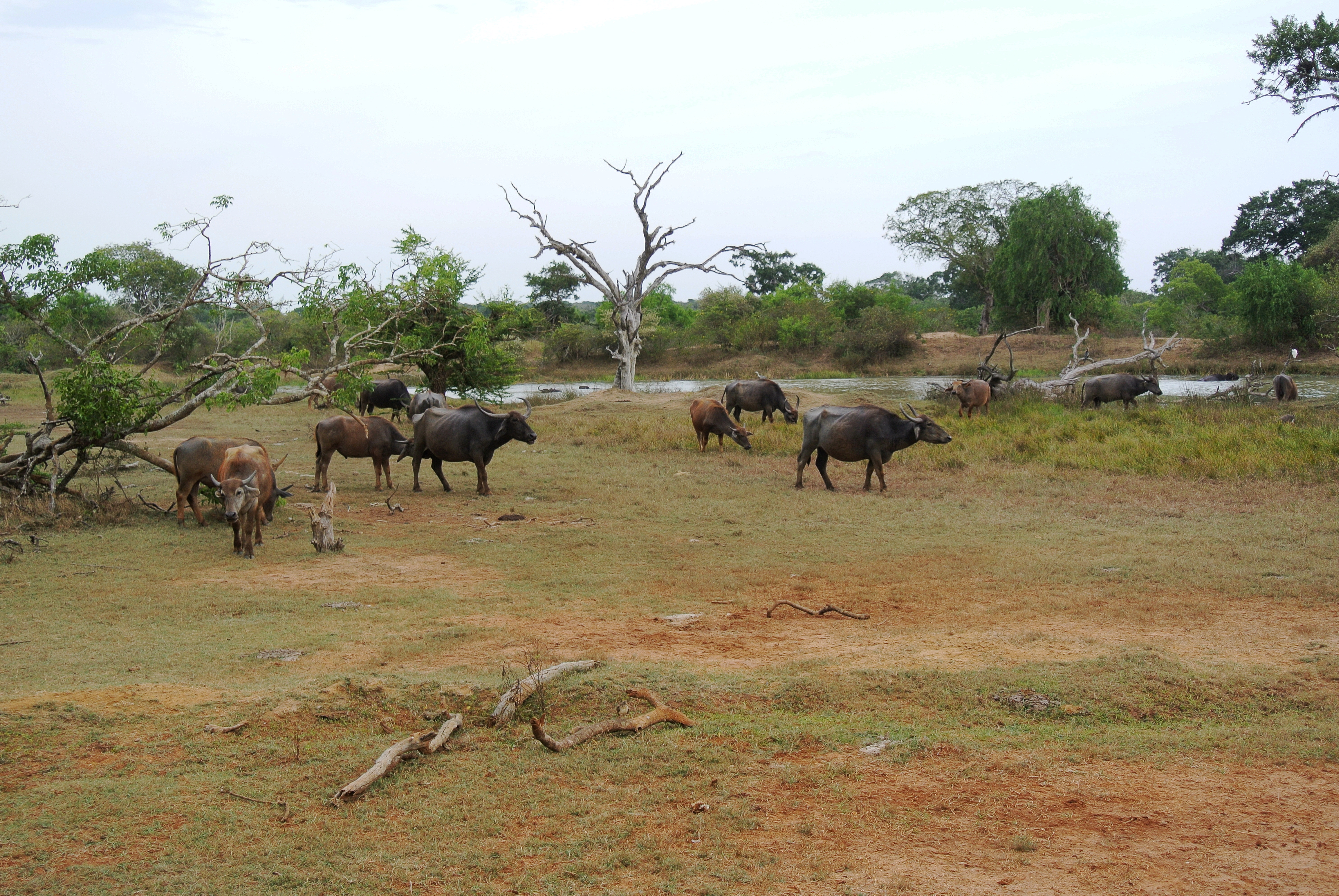
Buffles sauvages dans le parc national de Yala en Thaïlande

La population sauvage qui compterait moins de 3 500 individus matures est principalement répartie en Inde, au Népal, au Bhoutan et en Thaïlande. Quelques dizaines d'individus subsistent au Cambodge, en Birmanie et en Malaisie péninsulaire. La population de Bornéo est croisée avec des individus marrons, il en va de même pour la population du Sri Lanka.
Les principales menaces qui pèsent sur les buffles sauvages sont le braconnage, l’hybridation avec la population domestique, les maladies, la destruction de leur écosystème, le morcellement de leur habitat et les catastrophes climatiques.

## Liste des sous-espèces
Selon GBIF (11 juin 2022) :
- Bubalus bubalis arnee (Kerr, 1792) ;
- Bubalus bubalis bubalis ;
- Bubalus bubalis fulvus (Blanford, 1891) ;
- Bubalus bubalis kerabau Fitzinger, 1860 ;
- Bubalus bubalis migona Deraniyagala, 1952 ;
- Bubalus bubalis theerapati Groves, 1996.